# Adastra
Adastra je zagrebački rock-sastav. Sadašnji vokal sastava je Jeronim Marić, pod čijim je vodstvom sastav nastao 2005. godine.

## O sastavu
Grupa Adastra i njen idejni vođa Jerko Marić nastavljaju rad svojedobno poznate grupe Flare u kojoj je Jerko Marić započeo svoju glazbenu karijeru kao gitarist i autor pjesama, a osnovao ju je zajedno sa sestrom i pjevačicom grupe Anđom Marić.
S grupom Flare za njihov album prvijenac "Srebrni" osvaja nagrade Porin i Crni Mačak za najbolji debitantski album. Flare nastupa kao predgrupa svjetskim zvijezdama Duran Duran i europskoj rock atrakciji HIM.
Nakon raspada grupe Flare, Jerko Marić radi na projektu Samurai s kojom snima singl Ajmo Hrvatska koji izlazi na CD-u Najbolje hrvatske navijačke pjesme. 
Za vrijeme snimanja prvog albuma Adastra je objavila 4 singla koji su se vrtili na svim radio postajama Hrvatske. Za sva 4 singla snimljeni su i spotovi koji su se prikazivali svim na većim i manjim televizijskim postajama Hrvatske. 
U lipnju 2007. godine objavljen je Adastrin album prvijenac u izdanju Croatie Records. Na albumu se nalazi 12 autorskih pjesama, a na pjesmi Pusti je gostovao poznati hrvatski reper General Woo iz poznate hip hop grupe Tram 11. Album je dobio odlične kritike, kako od publike tako i od struke. Singl „Nabujala rijeka“ osvojio je visoke pozicije na ljestvicama većine hrvatskih radio i televizijskih postaja. Svoj album prvijenac Adastra je promovirala diljem Hrvatske, te je u 4 godine održala više od 200 koncerata.
Nakon zagrebačke promocije albuma u dvorani Boogaloo, Jeronim s Adastrom kreće na turneju pod naslovom „Be CROative“ te se priključuje akciji Hrvatske gospodarske komore u kojoj se potiču mladi Hrvatske da se počnu baviti individualnom kreativnošću. Turneja je pokrila 12 gradova Hrvatske (Osijek, Slavonski Brod, Novska, Bjelovar, Karlovac, Rijeka, Split, Pula, Sisak, Virovitica, Zagreb, Zadar) u kojima su vrlo uspješno održane promocije albuma Adastre.
Početkom studenog 2007. u Zagrebu je gostovao britanski rock sastav Muse koji je nastupio u velikoj dvorani Doma sportova te je odabrao upravo Adastru kao predgrupu koja je započela koncert.
Adastrina pjesma „Nabujala rijeka“ prevedena je na engleski te je pod nazivom "Nina" objavljena na kompilaciji Radio Expressa iz Los Angelesa na kojoj se nalaze najnoviji singlovi poznatih svjetskih izvođača. Ova kompilacija poslana je radijskim postajama diljem svijeta u više od 80 zemalja.
U ljeto 2008. Adastra je krenula na turneju po Dalmaciji u sklopu koje su održali 10 koncerata, svaki dan u drugom mjestu.
Adastra je 2008. godine objavila pjesmu „Surovi grade“ posvećenu 17-godišnjem Luki Ritzu kojeg su vršnjaci pretukli u lipnju 2008. i koji je od posljedica napada par dana kasnije preminuo. Pjesma je postala himna borbe protiv nasilja među mladima. Potaknuti valom nasilja među mladima diljem Hrvatske pokrenuta je akcija „Svačije je pravo živjeti“ (koja se sad zove „Nije svejedno“) čiji je inicijator Jeronim Marić. Uz potporu Gradskog poglavarstva Grada Zagreba 8. studenog 2008. godine održan je veliki prosvjedni koncert protiv nasilja među mladima na Trgu bana Josipa Jelačića u Zagrebu koji je okupio više tisuća ljudi. Od kraja 2008. godine do početka 2011. godine ukupno je održano 12 prosvjedno-edukativnih koncerata uz financijsku potporu gradova domaćina, Ministarstva zdravstva i socijalne skrbi i Hrvarskog društva skladatelja, a potporu projektu dali su i Vlada Republike Hrvatske i Predsjednik Republike Ivo Josipović. Koncertima je nazočilo više od 45.000 građana. Svojim vršnjačkim autoritetom Adastra ima mogućnost doprijeti do mladih, a svojim nastupom i glazbom Adastra širi poruku ljubavi, međusobne tolerancije i mira. Medijski pokrovitelji bili su Večernji list, HRT, 24 sata kao i Hrvatski radio koji je u cijelosti prenosio koncert na Trgu bana Josipa Jelačića u Zagrebu u studenom 2009. godine. Adastra planira nastaviti s edukativnim koncertima i u 2011. godini.
Grupa Adastra je 2009. godine izdala singl „Zašto se skrivaš? “ koji je zauzeo 2. mjesto na godišnjoj top ljestvici Hrvatskog radija. Osim toga, slušatelji i žiri Hrvatskog radija su u emisiji Turky party Adastru proglasili grupom 2009. godine.
U veljači 2011. godine, objavljen je singl „Svima se dogodi“ za koji je odmah snimljen i spot koji je ujedno i drugi Adastrin spot snimljen u punoj HD rezoluciji.
U ožujku iste godine, Adastra je izdala dugoočekivani drugi album „Surovi grade“. Album donosi dvanaest novih autorskih pjesama na kojima gostuju mnogi mladi i ugledni glazbenici, poput pjevačica Ane Bebić i Hane Blažević, violončelistice Petre Kušan, Mare Marketa na klaviru. Album je snimljen u Zagrebu, a masteriran u vrhunskom Masterlab studiju u Berlinu.
Odmah nakon izlaska, album se našao na prvom mjestu top liste najprodavanijih albuma u Hrvatskoj. 
Oba albuma su konceptualno napravljena, tako da svaku pjesmu prati i odgovarajući crtež na albumu. Time se želi na jedan drugačiji način potaknuti slušatelja da doživi pjesmu i vizualno, te da obrati pažnju na tekstove. 
Zagrebačka promocija novog albuma održana je 15. travnja u klubu Boogaloo pred 1.000 njenih fanova. Adastra je svoje vjerne fanove nagradila bogatom tombolom: prva nagrada bila je električna gitara Sterling JP50 (signature John Petrucci) Stealth sponzora TMS Music Shopa. 
Nakon odlično posjećene i popraćene zagrebačke koncertne promocije, Adastra je krenula na turneju diljem Hrvatske i Bosne i Hercegovine. Nakon Splita, Biograda na Moru, Viteza, Uskoplja, Bjelovara i Rijeke slijede koncerti u Pazinu, Slavonskom Brodu, Čakovcu, a u pripremi su još mnogi drugi gradovi.

U prilog Adastrinoj kvaliteti i popularnosti ide i činjenica da su pjesme „Ti si sa neba“, „Zašto se skrivaš?“ i  „Nabujala rijeka“ na Youtubeu pogledana bezbroj puta svaka, dok svi Adastrini spotovi broje više od tri milijuna pregleda. Adastra na službenoj Facebook stranici ima više desetaka tisuća fanova, te redovito komunicira s njima objavljujući slike te novosti vezane uz pjesme, koncerte, akciju „Nije svejedno“. Adastra ima i vlastitu internetsku stranicu.
2012. Adastra je snimila dva nova singla na španjolskom jeziku i to pjesme "Porque te escondes" i "Amor de verano", također su u pripremi i pjesme na talijanskom i mađarskom jeziku.

### Članovi sastava
- Jeronim Szabolcs (Jerko) Marić – vokal, gitara
- Ivan Puž – bubnjevi
- Tomislav Šemper – gitara
- Armando Filipi – bas-gitara

## Diskografija
- Adastra (Croatia Records, 2007.)
- Surovi grade (Croatia Records, 2011.)
- Katarza (Croatia Records, 2015.)
- Tajni prolaz (Croatia Records, 2023.)

## Vanjske poveznice
- Službene stranice sastava
- Službene YouTube stranice sastava
- Službene Facebook stranice sastava
- Večernji.hr – Kristina Bosno: »Jerko Marić: Poroci su u našem bendu zabranjeni«